# Dongdaemun-gu
Dongdaemun-gu es uno de los 25 distritos (gu) de Seúl, Corea del Sur. Situado en la orilla norte del río Han, está dividido en 26 dong (barrios). 
Dongdaemun Gu debe su nombre a la puerta este de la antiguas murallas de Seúl, Dongdaemun, aunque la misma puerta se encuentra realmente en Jongno-gu, esto es debido a cambios en las fronteras de los gus.

## Historia
Dongdaemun-gu fue creado en 1943 cuando Seúl comenzó a aplicar el sistema de "gus", siendo más grande de lo que es actualmente. Seongbuk-gu se escindió del distrito en 1949, y los barrios de Changsin Dong y Sungin Dong fueron reasignados a Jongno-gu en 1975. 
Posteriormente en 1988 otros 17 dong se separaron para formar Jungnang-gu.

## Geografía
Dongdaemun Gu limita con Seongbuk-gu al noroeste, con Jungnang-gu al este (el río Jungnangcheon siendo la frontera natural), con [Gwangjin-gu]] al sureste, con Seongdong-gu al sur, al suroeste se encuentra con Jung-gu y al oeste con Jongno-gu. 

## Lugares de interés
Numerosas universidades se encuentran en Dongdaemun-gu: Universidad de Kyunghee, Universidad Hankuk de Estudios Extranjeros y la Universidad de Seúl. También edificios históricos que se pueden encontrar son: 
- Puntos de interés de la ciudad de Seúl: Seonnongdan (선농단 先農壇), King Sejong Sindobi (세종대왕신도비 世宗大王神道碑);
- Tesoro nacional: Supyo (수표 水標);
- Lugar histórico: Yeonghuiwon (영휘원永徽園)[1]
- Tumbas de Kim Byeongro (김병로 金炳魯), Han Yongwoon (한용운 韓龍雲), Ahn Changho y Oh Sechang (오세창 吳世昌).[1]

Además la zona de Cheongnyangni se caracteriza por se la más concurrida del districo, con una gran área comercial alrededor de estación de Cheongnyangni.

## Divisiones administrativas
Dongdaemun-gu se divide administrativamente en 26 dongs:
- Cheongnyangni-dong 1-2
- Dapsimni-dong 1-5
- Hoegi-dong
- Hwigyeong-dong 1 & 2
- Imun-dong 1-3
- Jaegi-dong 1-2
- Jangan-dong 1-4
- Jeonnong-dong 1-4
- Sinseol-dong
- Yongdu-dong 1-2

## Hermanamientos
- Anguo, China
- Yanqing, China